# Szczawin (Płońsk)
Pour les articles homonymes, voir Szczawin.
Szczawin (prononciation : [ˈʂt͡ʂavin]) est un village polonais de la gmina de Nowe Miasto dans le powiat de Płońsk de la voïvodie de Mazovie dans le centre-est de la Pologne.
Il se situe à environ 4 kilomètres au nord-est de Nowe Miasto (siège de la gmina), 21 kilomètres à l'est de Płońsk (siège du powiat) et à 55 kilomètres au nord-ouest de Varsovie (capitale de la Pologne).

## Histoire
De 1975 à 1998, le village appartenait administrativement à la voïvodie de Ciechanów.